# Eumerus speculifer
Eumerus speculifer är en tvåvingeart som beskrevs av Sharp 1899. Eumerus speculifer ingår i släktet månblomflugor, och familjen blomflugor. Inga underarter finns listade i Catalogue of Life.